# Notre-Dame-du-Mont (Marseille)

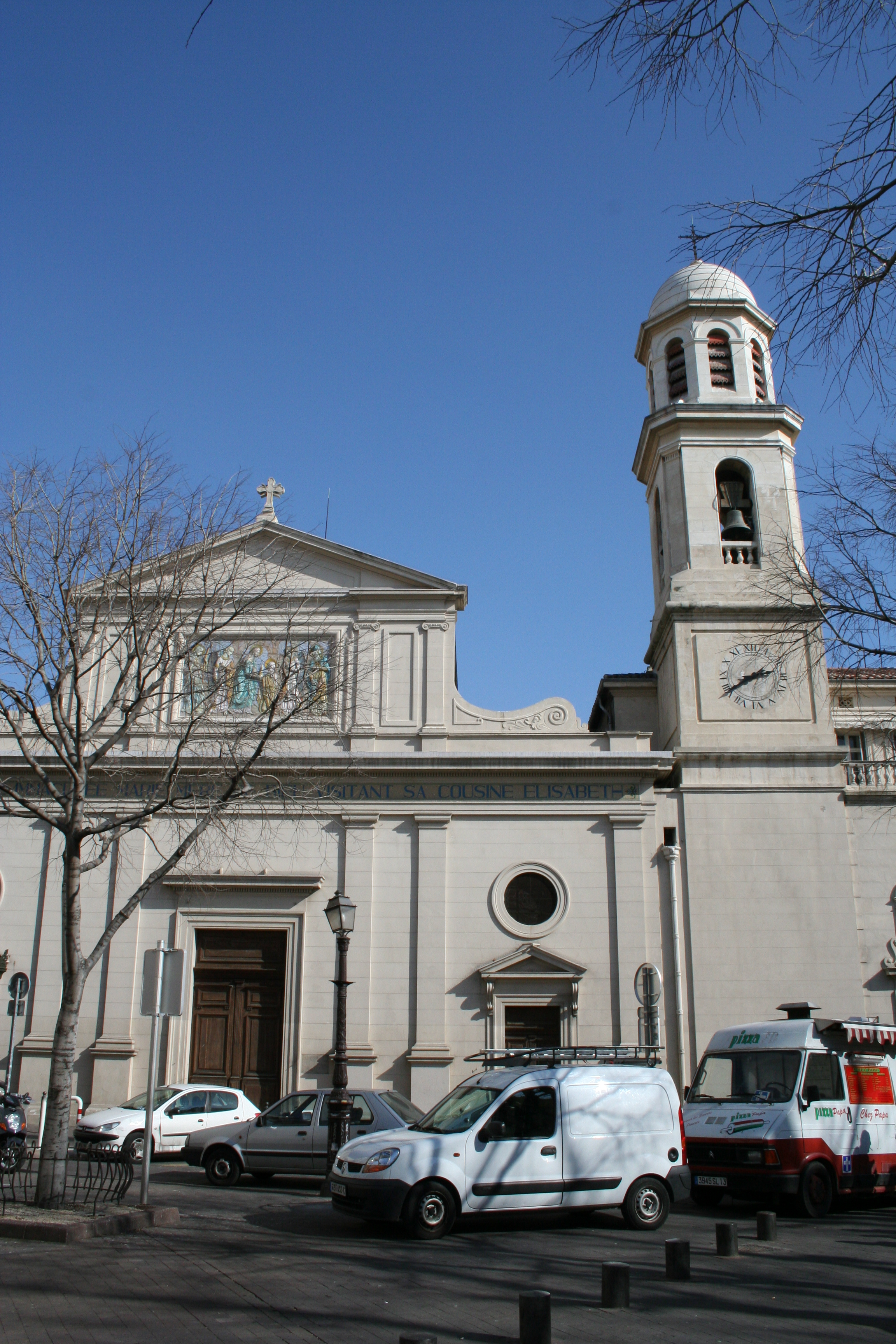
Notre-Dame-du-Mont (Marseille)

Die Kirche Notre-Dame-du-Mont ist eine römisch-katholische Kirche in der südfranzösischen Stadt Marseille.

## Lage und Patrozinium
Die Kirche befindet sich im 6. Arrondissement im Stadtviertel Notre-Dame du Mont, das ihren Namen trägt. Sie ist Unserer Lieben Frau vom Berge gewidmet. Ihr ursprüngliches Patrozinium lautete Notre-Dame du Mont de Rome.

## Geschichte
Der heutige klassizistische Kirchenbau wurde von 1823 bis 1824 errichtet. Er ersetzte einen Vorgängerbau des 16. Jahrhunderts. Bevor diese Funktion auf die Kirche Notre-Dame de la Garde überging, war Notre-Dame-du-Mont die Kirche der Seeleute.

## Ausstattung
Legende  zum Grundriss:
1 – Hochaltar,
2 – Chororgel,

Notre-Dame-du-Mont (Marseille)

3 – Gemälde Mariä Heimsuchung von Augustin Aubert (1781–1857),
4 – Fresko der Apsis,
5 – Deckengemälde der Thronenden Madonna von Henri Pinta (1856–1944),
6 – Kanzel von Jean-Philippe Vian,
7 – Marienaltar,
8 – Gemälde der Muttergottes mit Kind von Michel Serre,
9 – Gemälde des heiligen Josef auf dem Totenbett von Augustin Aubert,
11 – Gemälde der Kreuzigung von Pierre Bainville (1645?–1715),
12 – Gemälde der Kreuzabnahme,
13 – Emporenorgel,
14 – Gemälde der Taufe Jesu,
15 – Gemälde der Werkstatt in Nazareth von Barthélemy Chasse (1659–1720),
16 – Gemälde der Flucht nach Ägypten von Barthélemy Chasse,
17 – Taufe Jesu (Statue),
18 – Gemälde darstellend Bischof Henri François-Xavier de Belsunce-Castelmoron von Augustin Aubert,
19 – Gemälde darstellend Eugen von Mazenod bei der Messfeier (1835) von Auguste Nancy (1810–1857),
20 – Gemälde « Heiligstes Herz Jesu » von Dominique Papety (1815–1849),
21 – Gemälde « Paulus heilt einen Krüppel » von Karel Dujardin,
22 – Ikone Gnadenbild Unserer Lieben Frau von der immerwährenden Hilfe,
23 – Gemälde « Lupus von Troyes bittet Attila um Frieden » von Auguste-Hyacinthe Debay (1804–865),
24 – Stephanus-Altar,
25 – Gemälde der Vermählung Mariens von Barthélemy Chasse,
26 – Gemälde der Anbetung der Hirten von Barthélemy Chasse,
27 – Ludwig der Heilige (Statue).
Die Innenausmalung stammt von 1891. Die Orgel des Orgelbauers Pierre-Alexandre Ducroquet wurde in neuester Zeit renoviert.